# Autogolpe de Estado en Costa Rica de 1914
El 28 de abril de 1914, se produjo un autogolpe de estado en Costa Rica que provocó la designación de Alfredo González Flores como Presidente de la República.
Tras las elecciones generales del 7 de diciembre de 1913, ningún candidato obtuvo la mayoría requerida. Los nombres de Máximo Fernández y Carlos Durán, los dos candidatos más votados, fueron enviados al Congreso Constitucional para elegir al próximo Presidente. Sin embargo, ambos candidatos renunciaron, por lo que teóricamente el cargo recaería en Rafael Iglesias Castro, el único candidato restante. No obstante, después de diversos acuerdos políticos liderados por Federico Tinoco Granados, se anularían los comicios y el Congreso Constitucional elegiría a Alfredo González Flores como primer Designado llamado a ejercer la presidencia.
El 28 de abril de 1914, González y Tinoco presentaron al entonces Presidente Ricardo Jiménez Oreamuno un acuerdo firmado por miembros del Congreso que anticipaba la anulación electoral y la designación de González Flores. Solicitaron la entrega de las armas para asegurar la aprobación del acuerdo. Tras leer el documento, Jiménez Oreamuno aceptó la solicitud y tramitó la entrega de armas a esta facción, quien mantuvo el poder militar ilegítimamente durante cuatro días hasta la elección del 1 de mayo.

## Antecedentes
Durante el año 1913 se desarrollaron las elecciones generales de Costa Rica que buscaban definir quién ocuparía la presidencia de la República.  
Para estas elecciones, se desarrollaría por primera vez en la historia del país el voto directo, donde, se desarrollaría una primera ronda en la cual para ganar se necesitaba un mínimo de la mitad más uno de los votos válidos, y en caso de que ningún candidato superara este límite, se realizaría una segunda ronda donde el Congreso decidiría el ganador entre los dos candidatos más votados. 

### Primera Ronda
Para esta ocasión, se presentarían 3 candidatos:
|                                                        |
| Máximo Fernández Alvarado, por el partido Republicano. |

| |
| Carlos Durán Cartín, quien fuera anteriormente presidente en una ocasión, por el partido Unión Nacional. |

| |
| Rafael Iglesias Castro, quien fuera anteriormente presidente en dos ocasiones, por el partido Civil. |

Acuerdo Iglesias-Durán

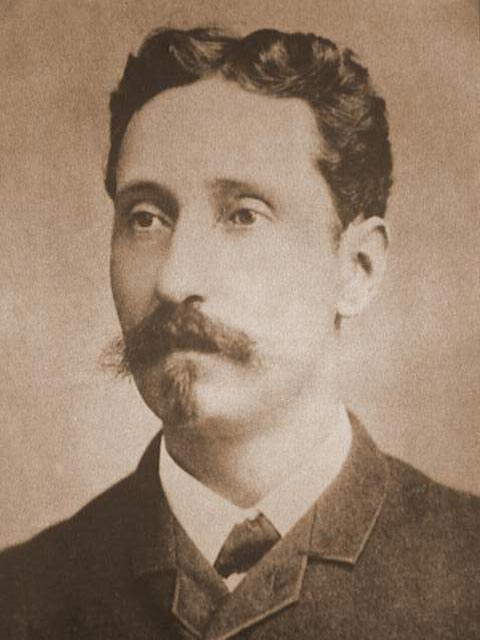
Carlos Durán Cartín en su juventud

Una vez iniciada la contienda electoral, tomando en cuenta su disgusto por el candidato republicano, Carlos Durán se acercó al candidato Iglesias para ofrecer la suscripción de un acuerdo para asegurar la pérdida de Máximo Fernández. Los términos del acuerdo serían los siguientes:
- Presentar papeletas separadas para presidente, pero unificadas para diputados, salvo en la provincia de Cartago.
- Si alguno de los dos candidatos obtenía la cantidad de votos suficientes para luchar contra el candidato republicano en segunda ronda, los diputados de los partidos que suscribieron el acuerdo votarían en bloque por el candidato en contienda.
- Si ambos candidatos obtuvieran la misma cantidad de votos, se realizaría un sorteo al azar para elegir quién sería el encargado de enfrentarse a Fernández en segunda ronda.
- Si ambos candidatos se encontrasen frente a frente en la contienda por la presidencia, los diputados se encontrarían libres de votar por el candidato de su preferencia.

Efectivamente, se suscribiría el acuerdo, y por este se causaría mucha especulación previo a la elección.
La posición del Gobierno

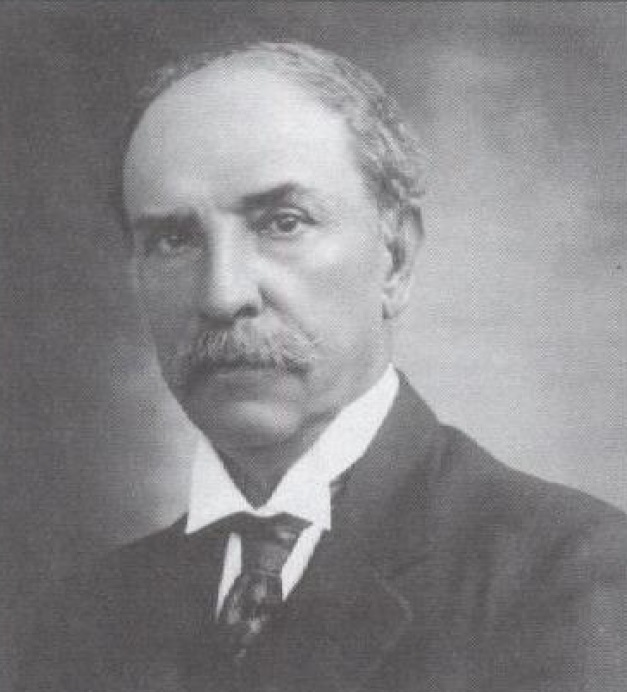
Ricardo Jiménez Oreamuno

Previo a la realización de las elecciones, en varias ocasiones la prensa solicitaría la opinión del entonces Presidente de la República sobre los candidatos a la silla presidencial y ante esta pregunta respondería lo siguiente:

Del fernandismo me gusta el partido, pero no el candidato;
del duranismo me gusta el candidato, pero no el partido; y
del civilismo no me gusta ni el candidato ni el partido.
Ricardo Jiménez Oreamuno

Resultados
Posterior a la elección del 7 de diciembre, Máximo Fernández obtendría la mayoría de los votos (42%), pero no superaría el límite necesario para ser investido. Por esta razón, se enfrentaría ante Carlos Durán (31%) en la segunda ronda, ante el Congreso Constitucional. Rafael Iglesias ocuparía el tercer lugar (27%) y por ende, sería descartado de la elección.

### Segunda Ronda
Una vez declarados los resultados de la primera ronda, la opinión general daba por hecho la elección de Carlos Durán como Presidente de la República, según los términos establecidos en el acuerdo suscrito con Iglesias. No obstante, un nuevo acuerdo llegaría a modificar totalmente el panorama.
Acuerdo Iglesias-Fernández

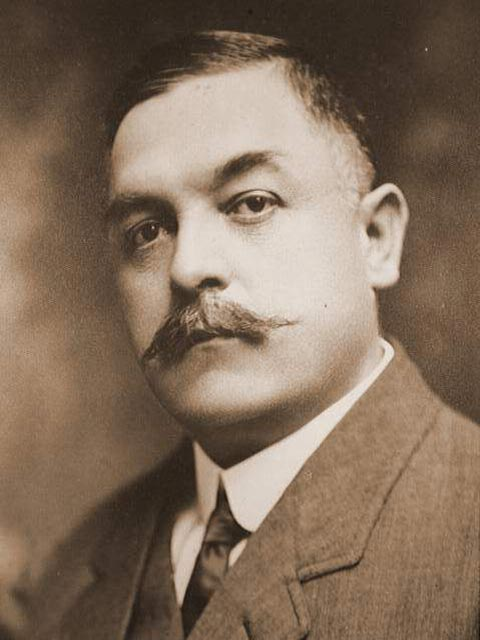
Máximo Fernández Alvarado

Al encontrarse frente a un panorama que aseguraría su pérdida, Máximo Fernández, quién mantenía una importante rivalidad con el candidato Durán, idearía un plan para arrebatarle el gane en pro del tercer candidato, Rafael Iglesias.
Fernández se reuniría con Iglesias para presentarle el siguiente acuerdo:
- Fernández renunciaría a su candidatura, para que Iglesias ascendiera y compitiera con Durán ante el Congreso Nacional.
- El partido republicano aseguraría los votos de todos sus diputados (excepto los de Enrique Pinto y Claudio González, quienes no quisieron formar parte del acuerdo) a favor de Iglesias.

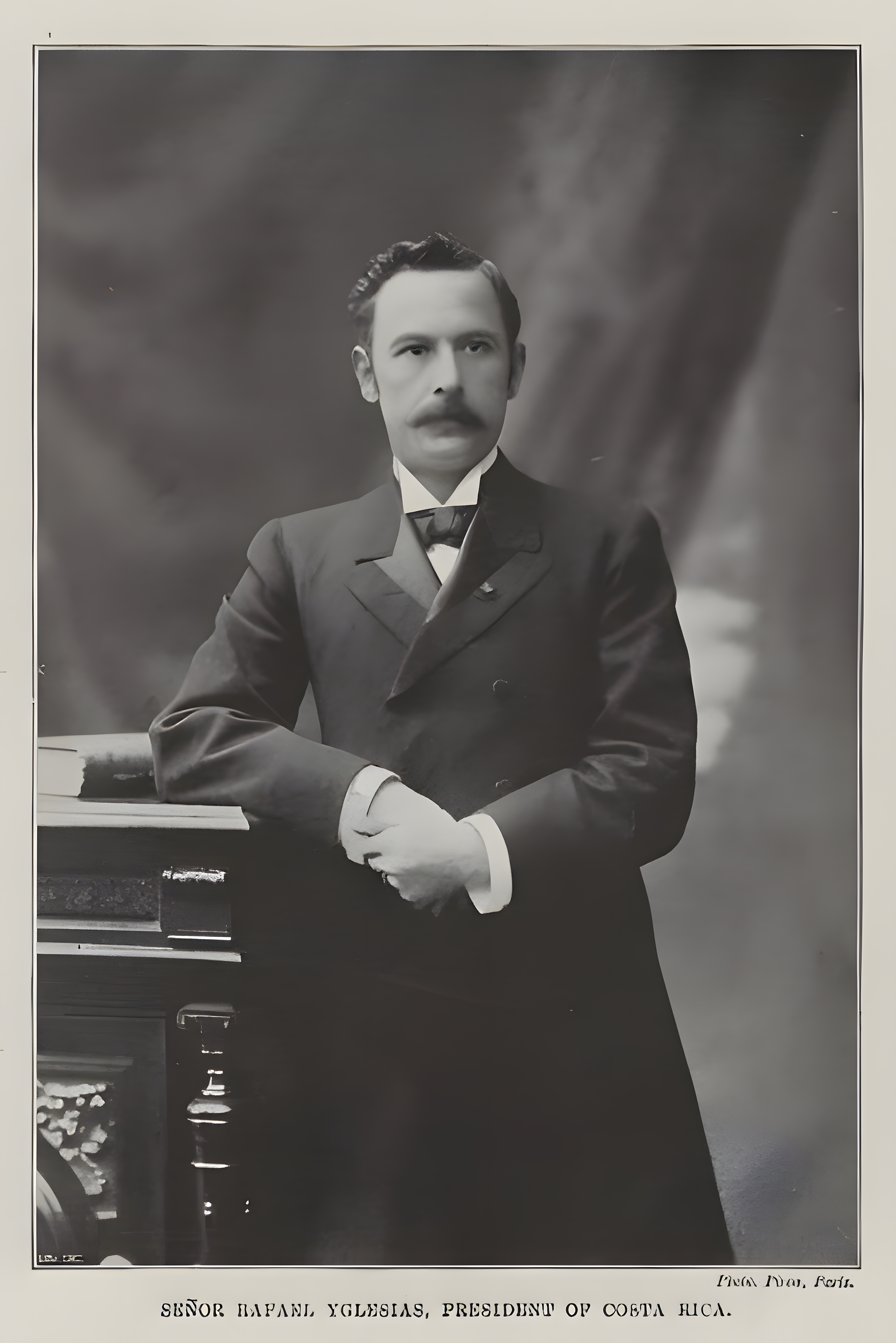
Rafael Yglesias Castro

Reflexionando sobre estas condiciones, después de una reticencia inicial, al no considerar este nuevo acuerdo como infractor del acuerdo original y al verlo como legítimo en virtud de sus deberes para con el partido Civil, Iglesias aceptaría el acuerdo. Asimismo, pesaría en esta decisión cierto resentimiento guardado por Iglesias en razón de importantes rumores que sugerirían que la tendencia Duranista sobornaría y corrompería a diputados Civilistas para apoyar el triunfo de Durán, lesionando el acuerdo suscrito entre sí.
Seguido a esto, aún si ser oficial, la opinión pública daba casi por hecho la investidura de Iglesias como Presidente de la República por tercera ocasión desde inicios del año 1914. Inclusive, se barajarían nombres de integrantes del gabinete y el propio Iglesias se comenzaría a preparar para tomar posesión.
Siguiendo lo acordado, Máximo Fernández presentaría oficialmente su renuncia a la candidatura el día 28 de abril de 1914 mediante una carta dirigida al Congreso Constitucional.
La renuncia de Carlos Durán
Seguido a la renuncia de Fernández y sintiéndose traicionado por Iglesias, Durán sorprendería a propios y extraños y también presentaría renuncia oficial a la candidatura mediante una carta dirigida al Congreso Constitucional el mismo día. Esta acción estaría fundada en que Durán vería como inminente el gane de Iglesias y consideraría más digno renunciar que presentarse a una elección donde estaría asegurada su pérdida.
Federico Tinoco entra a la arena

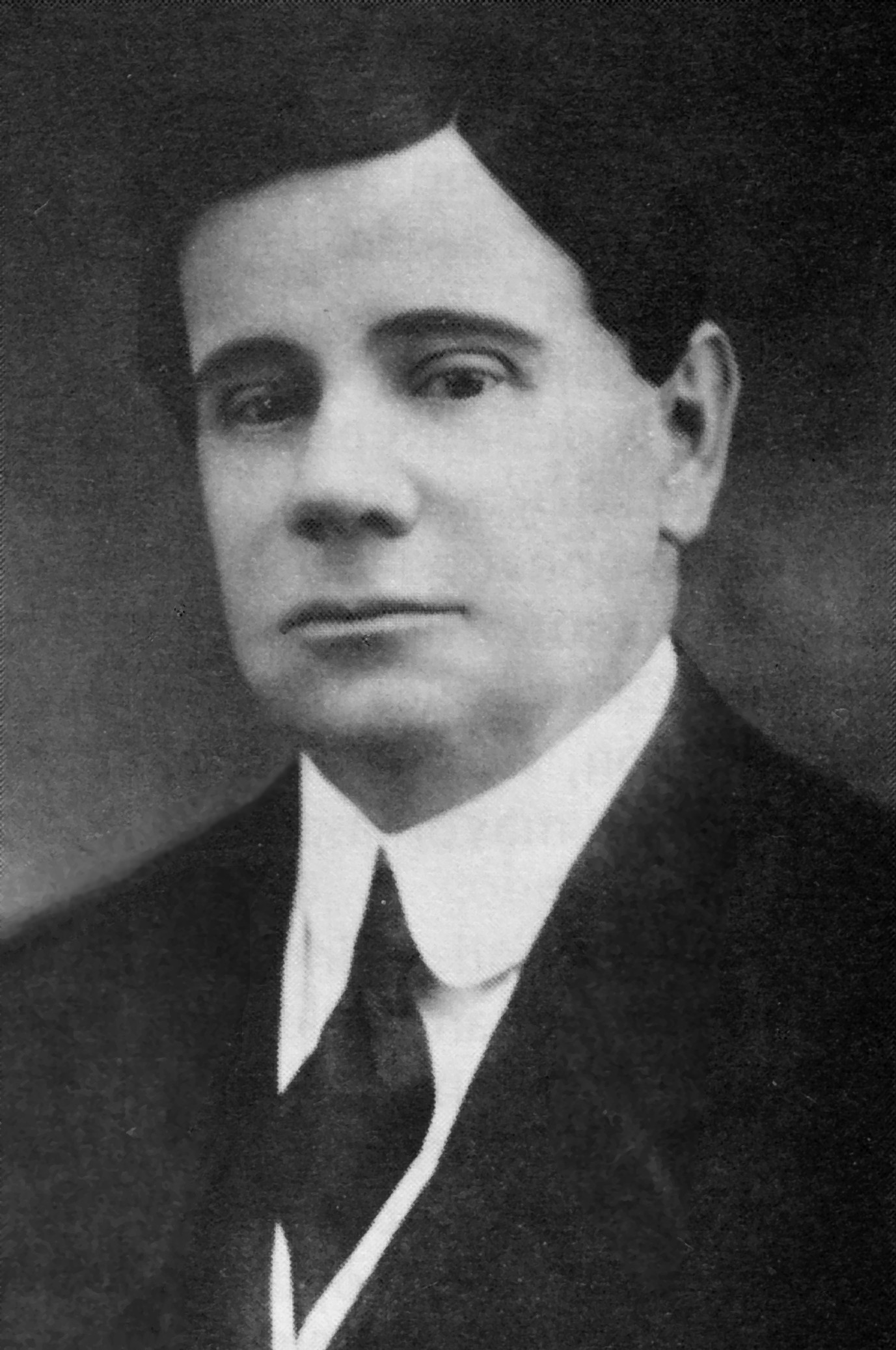
Federico Tinoco

Viendo el panorama incierto de la contienda presidencial, Federico Tinoco Granados, militante del Partido Republicano, quien además consideraba deshonroso que su partido impulsara el gane del que hasta entonces había sido su mayor rival (hay que tomar en cuenta que el Partido Republicano nació como un partido opositor de la reelección de Iglesias durante su primer gobierno).  
Por esta razón, y siguiendo la tendencia que habían iniciado ciertos militantes Duranistas, Tinoco buscaría una forma de impedir la investidura de Iglesias, mediante un nuevo acuerdo interpartidario en el Congreso Constitucional que, sustentado en las renuncias de los candidatos, anulara las elecciones; pasara a elegir a los Designados a la Presidencia (hoy día, Vicepresidentes); y llamara al Primer Designado a ejercer la presidencia. Para ejecutar este plan, Tinoco buscaría un candidato Republicano que tuviera el apoyo de la oligarquía, pero que a su opinión fuera sencillo de manipular. El elegido sería un joven diputado herediano, Alfredo González Flores.
Acuerdo Durán-González

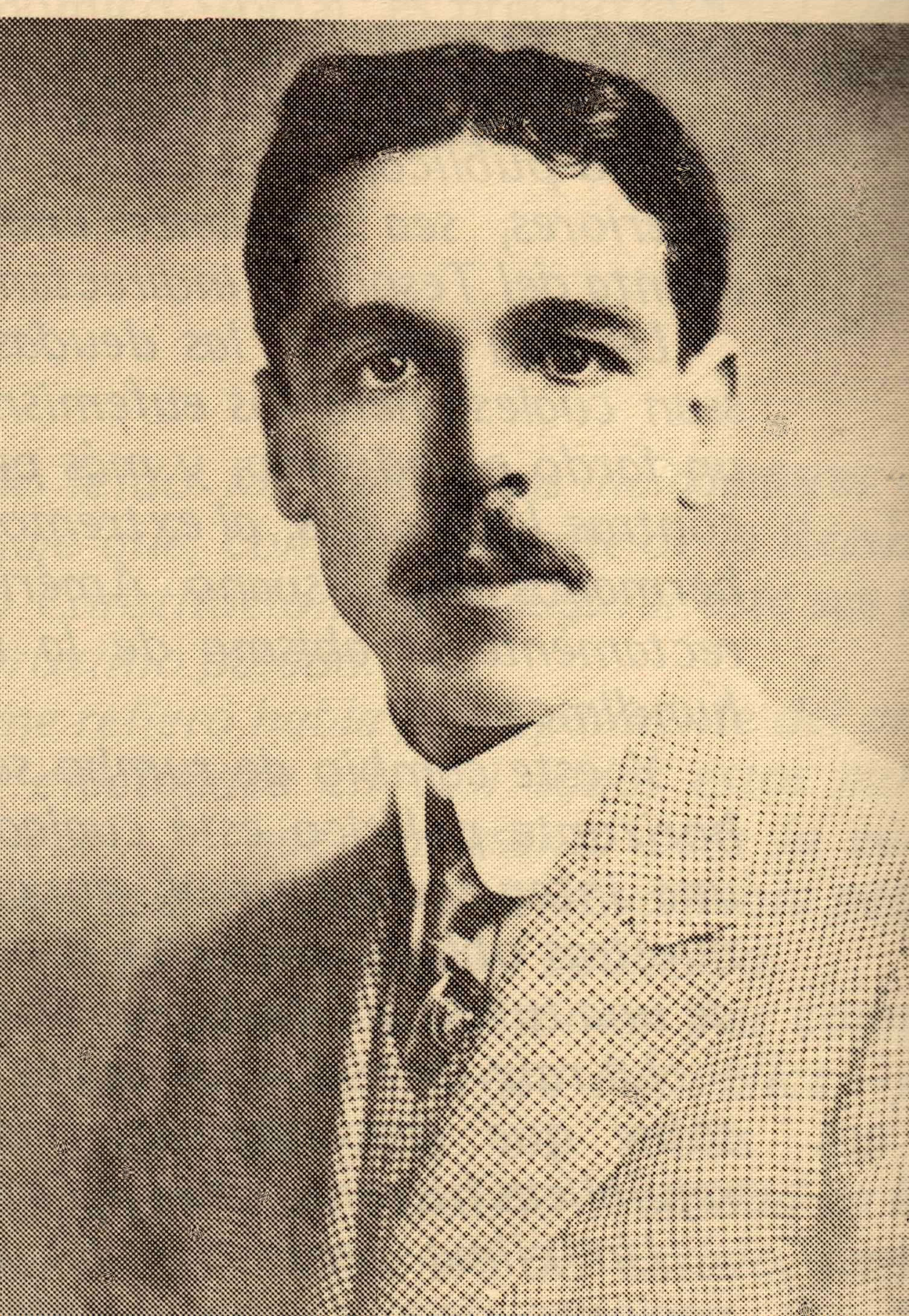
Alfredo González Flores

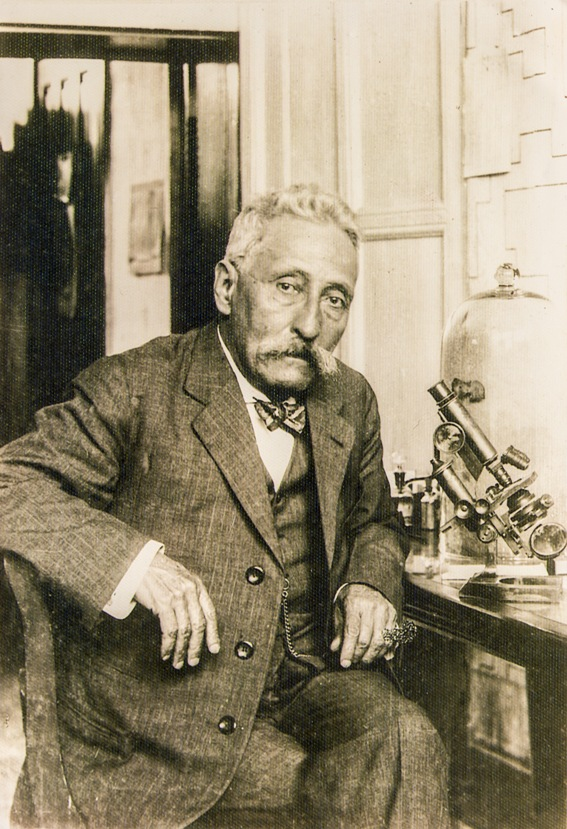
Carlos Durán Cartín

Para llevar a cabo este osado plan, Tinoco y González necesitaban el apoyo de los diputados Duranistas. Por esta razón, Tinoco y González se reunirían el propio 28 de abril de 1914 con Durán y este último exigiría ciertas condiciones para apoyar el acuerdo, mismas que fueron aceptadas y suscritas. Las condiciones serían las siguientes:

- González se compromete, en el ejercicio de la Presidencia a no autorizar convenios, contratos o concesiones que en forma alguna comprometan la soberanía nacional o los intereses económicos de la República. A no enajenar, arrendar o gravar en ninguna forma el Ferrocarril al Pacífico y a procurar que este sirva siempre de control al Ferrocarril al Atlántico en bien de la agricultura e industrias. A no intervenir de ningún modo en la política interna de los otros Estados de Centroamérica.

- A garantizar absoluta y lealmente la libertad de sufragio en todas las elecciones que hubiese durante su periodo y especialmente en las presidenciales.
- A mantener sinceramente la situación actual del país en materia religiosa.
- A mantener en sus empleos, mientras no falten a sus deberes a los funcionarios públicos administrativos que durante esta campaña política han sido Duranistas, sin más excepción que las de los empleo político, militar o de policía.
- A nombrar Gobernador y Comandante de Plaza de Heredia, con el Doctor Durán.
- A integrar el Ministerio con dos personas de confianza de acuerdo con el Doctor Durán.
- A otorgarle todo género de garantías al comercio en general.

Alfredo González Flores y Carlos Durán

Una vez cocinado este acuerdo, los firmantes, acompañados de Tinoco se dirigirían a la oficina del Presidente de la República, para presentar el acuerdo.

## Autogolpe

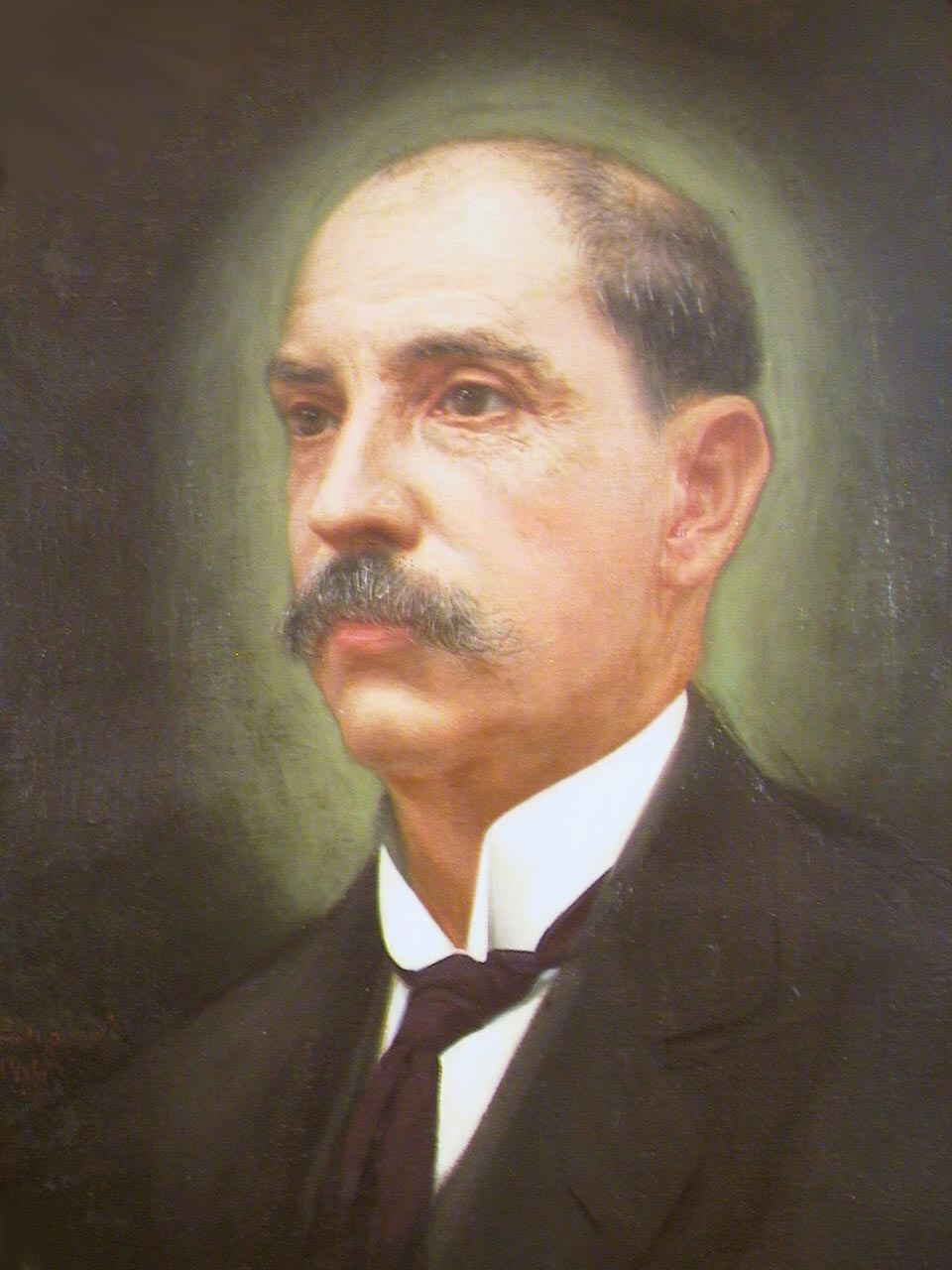
Ricardo Jiménez Oreamuno

Desde temprano en la mañana del 28 de abril de 1914, el entonces Presidente de la República, Ricardo Jiménez Oreamuno tendría conocimiento del acuerdo que estaría tramando una parte del partido republicano. 
Al llegar a la oficina presidencial, a las 8 de la noche, el presidente Jiménez recibiría a los protagonistas del último acuerdo. Una vez reunidos, estos le presentarían el acuerdo recientemente firmado por todos los diputados involucrados y le solicitarían; a fin de garantizar que a este último acuerdo no le deparara el mismo destino que a los anteriores realizados durante la campaña electoral; la entrega de las armas nacionales a su facción; dígase, del ejército.
Al analizar el documento, verificando la autenticidad de las firmas y tomando en cuenta su importante enemistad con el expresidente Iglesias, Jiménez aceptaría las pretensiones de González, Tinoco y Durán, y en ese mismo dictaría las órdenes necesarias para asegurar la cesión de la fuerza militar a la facción republicana.
De Heredia y de Alajuela vendrían militares a las órdenes de la facción republicana a tomar poder de los cuarteles militares de la nación. La sustitución de las Comandancias fue la siguiente: 
- En el Cuartel de artillería, Carlos Prestinary sería remplazado por Rudencindo Guardia, acompañado de miembros del Cuerpo de Bomberos.[7]
- En el Cuartel Principal, el Coronel Eduardo Calsamiglia sería remplazado por Jerónimo Chacón.[7]
- En la Primera Sección de Policía de San José, Arcadio Quirós y Samuel Montandrón, serían remplazados por Ricardo Monge y por Leonardo Zavaleta.[7]

Seguido a la integración de las nuevas direcciones de los cuarteles nacionales, González, Tinoco y otros adeptos se instalarían en el Cuartel Principal a la espera del 1 de mayo.

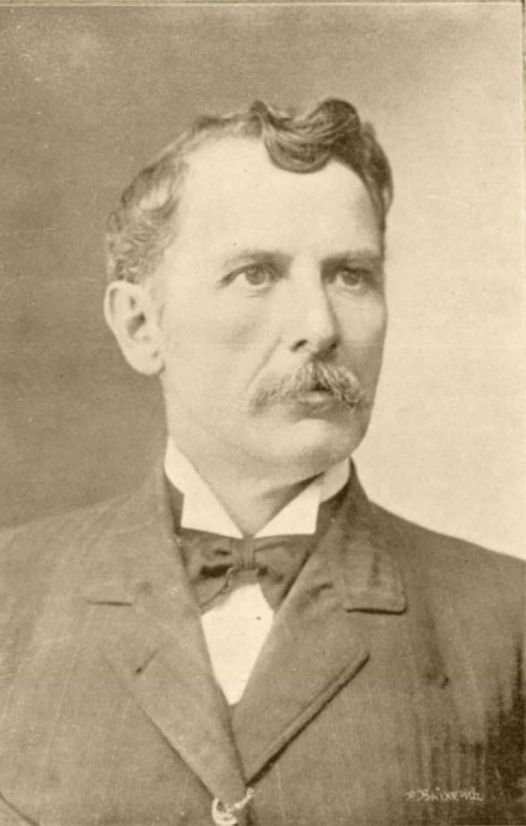
Rafael Iglesias Castro

Una vez realizadas estas acciones, el que hasta entonces se consideraba el próximo Presidente de la República, Rafael Iglesias Castro recibiría las noticias con gran desconcierto y reclamaría a Máximo Fernández las actuaciones de sus partidarios. No obstante, este último se daría cuenta de lo ocurrido al mismo tiempo que Iglesias y se desmarcaría de las actuaciones de los republicanos.
Desde ese día y hasta el 1 de mayo, la fuerza militar de Costa Rica estaría ilegítimamente a manos de una facción ajena al control gubernamental.

## Consecuencias

### Críticas
Al momento del inicio de la sesión legislativa del 1 de mayo, distintos diputados fustigarían el pacto suscrito días antes, que significaría la investidura de un presidente que no había participado en la contienda electoral.

El diputado Luis Anderson Morúa, dijo:
Todos los costarricenses estamos a estas horas notificados que el ciudadano que ejercerá la presidencia no ha salido de los comicios. Va a salir del Cuartel de la Artillería.
Y en referencia a Federico Tinoco:
¡Cromwell está en la puerta! Pero —por desgracia— es un Cromwell de vaudeville.
Otro civilista Arturo Volio Jiménez, declaró:
Se que haremos la elección bajo el dominio de las ametralladoras que acaricia Pelico Tinoco.
Asimismo, el presidente Jiménez sería altamente criticado por sus actuaciones en la cumbre de la contienda electoral. 

### Investidura de Alfredo González Flores
Seguido a estos acontecimientos, el día 1 de mayo de 1914, el Congreso Constitucional nombraría a Alfredo González Flores como Primer Designado y lo llamaría a ejercer la Presidencia. Con esto, se convertiría en el 20° Presidente de la República de Costa Rica.
Posterior a su investidura, habiéndose dado cuenta del error que habría cometido al considerarlo manipulable; debido a las distintas medidas contrarias a los intereses de la oligarquía costarricense; Federico Tinoco Granados lideraría un Golpe de Estado contra el gobierno de Flores en 1917, mismo que causaría la salida de este y la imposición de una dictadura que se extendería hasta 1919, cuando este dejaría el poder.
Desde su derrocamiento y hasta el fin del régimen Tinoquista, González se asentaría en los Estados Unidos de América y se aseguraría de que el gobierno de este país no brindara reconocimiento alguno a la dictadura, acción que pesaría importantemente en la posterior caída de Tinoco.

### Implicaciones para Rafael Iglesias Castro
El triunfo de los planes de Tinoco; que pondrían en el poder a Alfredo González Flores; significaría el declive político de Rafael Iglesias Castro, quien posterior a este triunfo se retiraría definitivamente de la arena política costarricense, dedicándose hasta su fallecimiento de la administración del Ferrocarril al Atlántico que él mismo había fundado años atrás.